# Valeri Popenchenko
Valeri Vladímirovich Popénchenko (en ruso: Валерий Владимирович Попенченко, Distrito de Kúntsevo, 26 de agosto de 1937–Moscú, 15 de febrero de 1975) fue un boxeador olímpico soviético que compitió en la división de peso medio (-75 kg). Durante su carrera ganó 200 de 213 combates; obtuvo una medalla de oro olímpica en los Juegos Olímpicos de Tokio 1964 y títulos europeos en lo Campeonatos Europeos de Boxeo Aficionado 1963 y 1965. Fue nombrado boxeador más destacado de los Juegos de  Tokio y recibió el Trofeo Val Barker, convirtiéndose en el único boxeador soviético en recibir tal honor. Popenchenko era conocido por su excepcional destreza y agilidad en el cuadrilátero, así como por su potente gancho de izquierda.

## Biografía
Popenchenko era hijo de un piloto de la Fuerza Aérea Soviética y empezó a boxear en 1948 cuando tenía 11 años. Después de graduarse de la escuela en 1955, fue a Leningrado y se unió a las tropas fronterizas soviéticas, que estaban entonces bajo la seguridad del estado, como candidato a oficial. Por lo tanto, se convirtió en miembro del FC Dynamo San Petersburgo.
En 1959 se consagró campeón soviético, había acabado tercero en 1960, pero reclamó el título en 1961 y lo ganó consecutivamente hasta 1965. Ese año se retiró a la edad de 28 años y le fue otorgada la Orden de la Bandera Roja.
En 1968 se graduó de la Escuela Superior Militar del Servicio Fronterizo de Leningrado y de 1970 hasta su muerte trabajó como jefe del Departamento de Cultura física de la Universidad Técnica Estatal Bauman de Moscú. A mediados de los años 70, la universidad estaba construyendo nuevas instalaciones deportivas y, como jefe del departamento, Popenchenko visitaba a menudo el lugar de construcción.
Popenchenko falleció trágicamente, el 15 de febrero de 1975, producto de una caída de tres pisos: perdió su equilibrio cuando bajaba corriendo una escalera donde aún no estaban instalados los pasamanos. Está enterrado en el cementerio Vvedenskoye.

## Legado
Fue muy popular en la Unión Soviética. Casi ningún otro boxeador ha logrado sus victorias tan superiores en los campeonatos internacionales como él.
Los siguientes son los resultados que tuvo en los Juegos Olímpicos de Tokio 1964, donde compitió en peso medio:
- Ronda de 32: no participó (clasificado).
- Ronda de 16: venció a Sutan Mahmud de Pakistán por TKO.
- Cuartos de final: derrotó a Joe Darkey de Ghana por puntos, 5-0.
- Semifinal: ganó al polaco Tadeusz Walasek por KO.
- Final: victoria contra Emil Schulz (Equipo Unido de Alemania) por TKO.